# Чевкин, Владимир Иванович
Владимир Иванович Чевкин (1754—1831) — генерал-майор русской императорской армии, участник двух русско-турецких войн, Подольский гражданский губернатор.

## Биография
Родился в 1754 году, происходил из древнего дворянского рода.
Воспитывался в Сухопутном шляхетном кадетском корпусе, откуда в 1770 году выпущен подпоручиком в Московский легион и участвовал в русско-турецкой войне 1768—1774 годов, отличился при атаке и штурме Перекопской линии и был при взятии Кафы; служа в 1-м батальоне легиона, он участвовал (1772—1774 годы) во многих действиях против крымских татар.
В 1775 году был переведён, с производством в поручики, в Днепровский пехотный полк, созданный вместе с Тульским пехотным полком в 1775 году из расформированного легиона.
В 1777 году Чевкин, произведённый в секунд-майоры, был переведён в Полтавский пикинёрный, а в 1787 году — в Стародубский карабинерный полк и был в Польском походе, а во время русско-турецкой войны в 1788 году, состоя в передовом корпусе, был при занятии Ясс, в 1789 году — в сражении при Салче, при бомбардировке Измаила и Бендер.
В 1790 году он был переведён, с производством в подполковники, в Астраханский гренадерский полк и участвовал в делах против польских конфедератов, а в 1793 году, состоя уже в чине полковника, — командиром в Нежинский карабинерный полк, и 26 ноября 1795 года получил за выслугу орден Св. Георгия 4-й степени (№ 1227 по списку Григоровича — Степанова).
30 сентября 1797 года был произведён в генерал-майоры и назначен шефом Ямбургского кирасирского полка. В январе 1798 года он был отставлен от службы, но через десять месяцев снова назначен шефом того же полка — до 25 января 1800 года, когда вышел в отставку.
В следующем году призван к гражданской службе: с 5 мая 1801 года был назначен Подольским гражданским губернатором и вскоре переименован в действительные статские советники.
Оставил службу в 1809 году.
Скончался 8 (20) января 1831 года и был похоронен на Волковском православном кладбище.

## Семья
Дети:
- Анна (04.05.1800 — 02.12.1856), с 1817 года была замужем за командиром Костромского пехотного полка Людвигом Андреевичем Врангелем
- Константин (1803—1875) — генерал от инфантерии, генерал-адъютант, сенатор
- Александр, был генеральным консулом в Генуе